# Франклін (річка)
Франклін рівер (англ. Franklin River) протікає у самому серці північної області Тасманії, що є областю світового спадку. Його витік знаходиться на західному краю Центральної Гірської місцевості, і протікає на захід до узбережжя Тасманії. Річка отримала свою назву на честь одного з ранніх губернаторів Сера Джона Франкліна.
Попри те, що вздовж річки протікає велике шосе, берег Франкліна ніколи не населяли європейці. Є деякі археологічні ділянки, що ідентифіковано як доєвропейські.
| Низовина Лівінгстон | 42°20′5″ пд. ш. 145°47′49″ сх. д. / 42.33472° пд. ш. 145.79694° сх. д. | Форсайт | 42°20′7″ пд. ш. 145°47′47″ сх. д. / 42.33528° пд. ш. 145.79639° сх. д. | Сайдвіндер | 42°20′18″ пд. ш. 145°47′41″ сх. д. / 42.33833° пд. ш. 145.79472° сх. д. | Сандерраш | 42°20′27″ пд. ш. 145°47′35″ сх. д. / 42.34083° пд. ш. 145.79306° сх. д. | Санктум | 42°20′37″ пд. ш. 145°47′31″ сх. д. / 42.34361° пд. ш. 145.79194° сх. д. | Колдрон | 42°20′48″ пд. ш. 145°47′27″ сх. д. / 42.34667° пд. ш. 145.79083° сх. д. | Маусхол | 42°21′4″ пд. ш. 145°47′17″ сх. д. / 42.35111° пд. ш. 145.78806° сх. д. | Деліверенс Річ | 42°21′4″ пд. ш. 145°47′6″ сх. д. / 42.35111° пд. ш. 145.78500° сх. д. | Бісквіт | 42°21′45″ пд. ш. 145°46′34″ сх. д. / 42.36250° пд. ш. 145.77611° сх. д. | Басейн Рафтерс | 42°21′52″ пд. ш. 145°46′20″ сх. д. / 42.36444° пд. ш. 145.77222° сх. д. | Злиття річки Ендрю | 42°21′57″ пд. ш. 145°46′4″ сх. д. / 42.36583° пд. ш. 145.76778° сх. д. | Ущелина Пропстінг | 42°23′25″ пд. ш. 145°45′32″ сх. д. / 42.39028° пд. ш. 145.75889° сх. д. | Глен Колдер | 42°24′46″ пд. ш. 145°44′43″ сх. д. / 42.41278° пд. ш. 145.74528° сх. д. | Гейлард Репідз | 42°25′8″ пд. ш. 145°44′49″ сх. д. / 42.41889° пд. ш. 145.74694° сх. д. | Піг Тру | 42°25′21″ пд. ш. 145°44′54″ сх. д. / 42.42250° пд. ш. 145.74833° сх. д. | Rock Island Bend | 42°25′22″ пд. ш. 145°44′58″ сх. д. / 42.42278° пд. ш. 145.74944° сх. д. | Шовер Кліф | 42°25′18″ пд. ш. 145°45′7″ сх. д. / 42.42167° пд. ш. 145.75194° сх. д. | Каскади Ньюленд | 42°25′18″ пд. ш. 145°45′16″ сх. д. / 42.42167° пд. ш. 145.75444° сх. д. | Злиття Джейн рівер | 42°27′32″ пд. ш. 145°46′18″ сх. д. / 42.45889° пд. ш. 145.77167° сх. д. | Острів Флет | 42°28′21″ пд. ш. 145°45′37″ сх. д. / 42.47250° пд. ш. 145.76028° сх. д. | Звивина Блекменс | 42°31′5″ пд. ш. 145°46′4″ сх. д. / 42.51806° пд. ш. 145.76778° сх. д. | Подвійний водоспад | 42°31′27″ пд. ш. 145°45′23″ сх. д. / 42.52417° пд. ш. 145.75639° сх. д. | Великий водоспад | 42°33′25″ пд. ш. 145°45′16″ сх. д. / 42.55694° пд. ш. 145.75444° сх. д. | Галеон Блаф | ain&title=Galleon+Bluff 42°33′37″ пд. ш. 145°45′52″ сх. д. / 42.56028° пд. ш. 145.76444° сх. д. | Веранда Кліфс | ain&title=Verandah+Cliffs 42°34′16″ пд. ш. 145°44′59″ сх. д. / 42.57111° пд. ш. 145.74972° сх. д. | Острів Шінгл | 42°34′59″ пд. ш. 145°44′40″ сх. д. / 42.58306° пд. ш. 145.74444° сх. д. | Острів Піраміди | 42°35′26″ пд. ш. 145°44′25″ сх. д. / 42.59056° пд. ш. 145.74028° сх. д. | Злиття до Гордон рівер | 42°35′27″ пд. ш. 145°44′24″ сх. д. / 42.59083° пд. ш. 145.74000° сх. д. |